# Сонянка звичайна
Сонянка звичайна, сонцецвіт звичайний (Helianthemum nummularium) — вид рослин з родини чистових (Cistaceae), поширений у Європі й Західній Азії.

## Опис

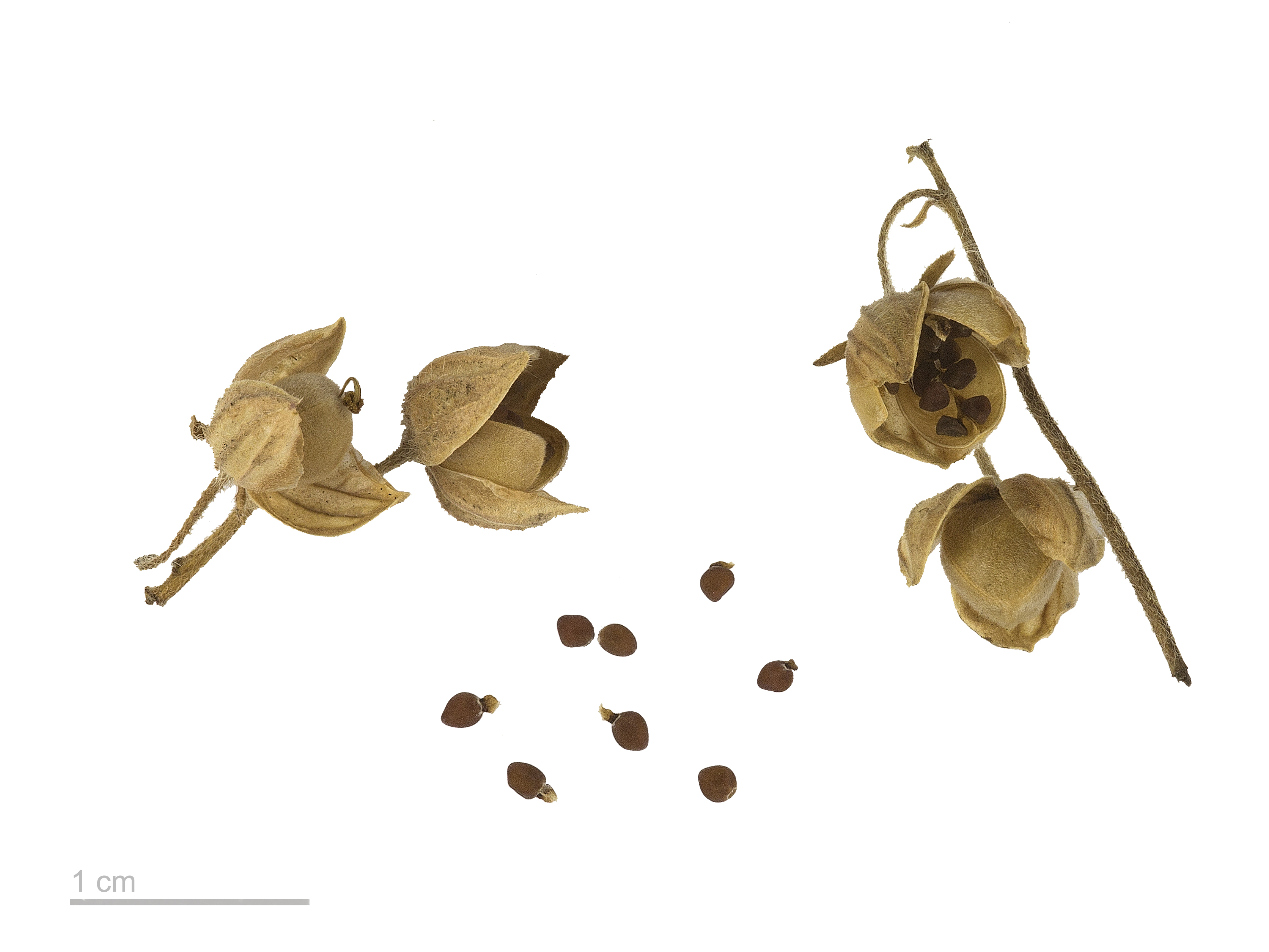
плоди й насіння

Багаторічна трав'яниста рослина 10–40 см завдовжки. Листки знизу біло-повстяні або сіро-повстяні від зірчастих волосків, зверху зелені, розсіяно і довго-волосисті або рідко майже голі, 6–35 × 1.5–8 мм. Суцвіття зазвичай багатоквіткові, рідше малоквіткові. Стебла від повзучих до висхідних, основа деревна. Віночок радіально-симетричний, золотисто-жовтий, шириною 15–30 мм; пелюстків 5, підстава іноді з помаранчевими плямами. Чашолистків 5, з яких 3 великі і 2 маленькі, більші з них густо зірчасто-запушені. Тичинок багато. Плід — яйцеподібна, волохата, однокамерна коробочка, яка відкривається 3 клапанами.

## Поширення
Вид поширений у Європі, Західній Азії; також культивується.
В Україні вид зростає на крейдяних і вапнякових відслоненнях, пісках і сухих схилах — у Прикарпатті (між Прутом і Дністром), па Поділлі, в басейнах Дністра і Сів. Дінця і гирлі р. Дунай, в Криму в передгір'ях і сх. ч. ПБК.